# Фетисов, Пётр Емельянович
Пётр Емелья́нович Фети́сов (1882 — не ранее 1942) — начальник штаба 101-й пехотной дивизии, полковник, герой Первой мировой войны.

## Биография
Православный. Уроженец области Войска Донского.
Окончил Донской кадетский корпус (1900) и Николаевское инженерное училище (1903), откуда выпущен был подпоручиком в 5-й саперный батальон.
Чины: поручик (ст. 13.08.1905), штабс-капитан (ст. 13.08.1909), капитан (1911), подполковник (1916), полковник (1917).
Участвовал в русско-японской войне. В 1911 году окончил Николаевскую военную академию по 1-му разряду и «за отличные успехи в науках» был произведен в капитаны. 26 ноября 1913 года назначен старшим адъютантом штаба 17-й пехотной дивизии, с которой и вступил в Первую мировую войну. Пожалован Георгиевским оружием
За то, что, будучи в чине капитана и временно исправляя должность начальника штаба 17-й пехотной дивизии, 5 ноября 1914 года, находясь в голове главных сил дивизии, направлявшихся в район северо-восточнее гор. Ласка, узнал по донесениям командира авангардного полка о тяжелом его положении, отправился вперед, где личной разведкой под сильным ружейным и артиллерийским огнем, подвергая свою жизнь явной опасности, выяснил истинное положение и, верно оценив обстановку, по собственной инициативе приказал 65-му пехотному Московскому Его Величества полку выдвинуться вперед и атаковать противника во фланг. Результатом такой самоотверженной деятельности подполковника Фетисова было то, что противник не только приостановил наступление, но и был отброшен нами к северу и северо-западу, причем нами было захвачено: 3 офицера, 228 нижних чинов, 8 повозок с провиантом, 2 пулемета, 1 автомобиль и 2 лазаретных линейки. В бою 20—22 ноября 1914 года, когда частям дивизии приказано было отойти, противник внезапно перешел в наступление и открыл сильный огонь по всему фронту. Надо было отдавать новые распоряжения, но связь штаба дивизии с полками была прервана; тогда подполковник Фетисов, подвергая свою жизнь явной опасности, отправился на позицию в наиболее важное место к 66-му пехотному Бутырскому Генерала Дохтурова и 68-му лейб-пехотному Бородинскому Императора Александра III полкам и приказал им занять прежнее положение и удержать его до нового приказания, что и было исполнено.
24 декабря 1915 года назначен и. д. штаб-офицера для поручений при штабе 42-го армейского корпуса, а 10 апреля 1916 года произведен в подполковники с утверждением в должности. 2 января 1917 года назначен старшим адъютантом управления обер-квартирмейстера штаба 42-го армейского корпуса. 25 марта 1917 года назначен и. д. начальника штаба 101-й пехотной дивизии, а 15 августа 1917 года произведен в полковники.
В 1918 году служил в армии УНР, а затем в армии Украинской державы, где состоял начальником отдела связи Главного управления Генерального штаба. С 9 сентября 1919 года служил в Вооруженных силах Юга России, на 1 августа 1920 года — в Русской армии.
В эмиграции в Югославии. Состоял членом Общества офицеров Генерального штаба. В годы Второй мировой войны служил в Русском корпусе. С 31 октября 1941 года состоял преподавателем Военно-училищных курсов 1-го полка (в чине лейтенанта), с 30 марта 1942 года был назначен командиром 7-й роты 3-го полка.
Дальнейшая судьба неизвестна. Был женат, имел троих детей.

## Награды
- Орден Святого Станислава 3-й ст. (1905);
- Орден Святого Владимира 4-й ст. с мечами и бантом (ВП 01.1915);
- Орден Святого Станислава 2-й ст. с мечами (ВП 01.1915);
- Орден Святой Анны 3-й ст. с мечами и бантом (17.05.1916);
- Орден Святой Анны 4-й ст. с надписью «за храбрость» (ВП 2.08.1916);
- Георгиевское оружие (ВП 21.11.1916).